# Eketė
Eketė je řeka na západě Litvy (Klaipėdský kraj), v okrese Klaipėda. Je dlouhá 23,1 km. Povodí má rozlohu 96,3 km². Je to levý přítok řeky Danė, do které se vlévá 16,2 km od jejího ústí do Kuršského zálivu. Pramení u vsi Žvirbliai při silnici č. 216 Gargždai - Kretinga. Teče zpočátku na severozápad, záhy se stáčí na západ a u obce Medikiai na jih. Po soutoku s říčkou Griežupis se stáčí na západoseverozápad a po průtoku obcí Plikiai na jihozápad a počíná meandrovat. Ve vsi Radailiai se do ní vlévá Župė a vzápětí protéká nádrží Laukžemių tvenkinys (jeho rozloha je 36 ha, u něj hradiště Eketės piliakalnis) a po dalších 0,5 km se vlévá do řeky Danė. Průměrný spád je 218 cm/km.

## Obce při řece
- Žvirbliai
- Medikiai
- Sėlenai
- Plikiai
- Žiobriai
- Radailiai
- Laukžemiai
- Paupuliai

## Přítoky
(Vzdálenosti od ústí km)
- Levé:
  - E 3 (17,4 km)
  - Griežupis (16,3 km)
  - Baukštė (9,1 km)

- Pravé:
  - Župė {cca 8 km)
  - Cinkupis (cca 3,5 km)

## Galerie

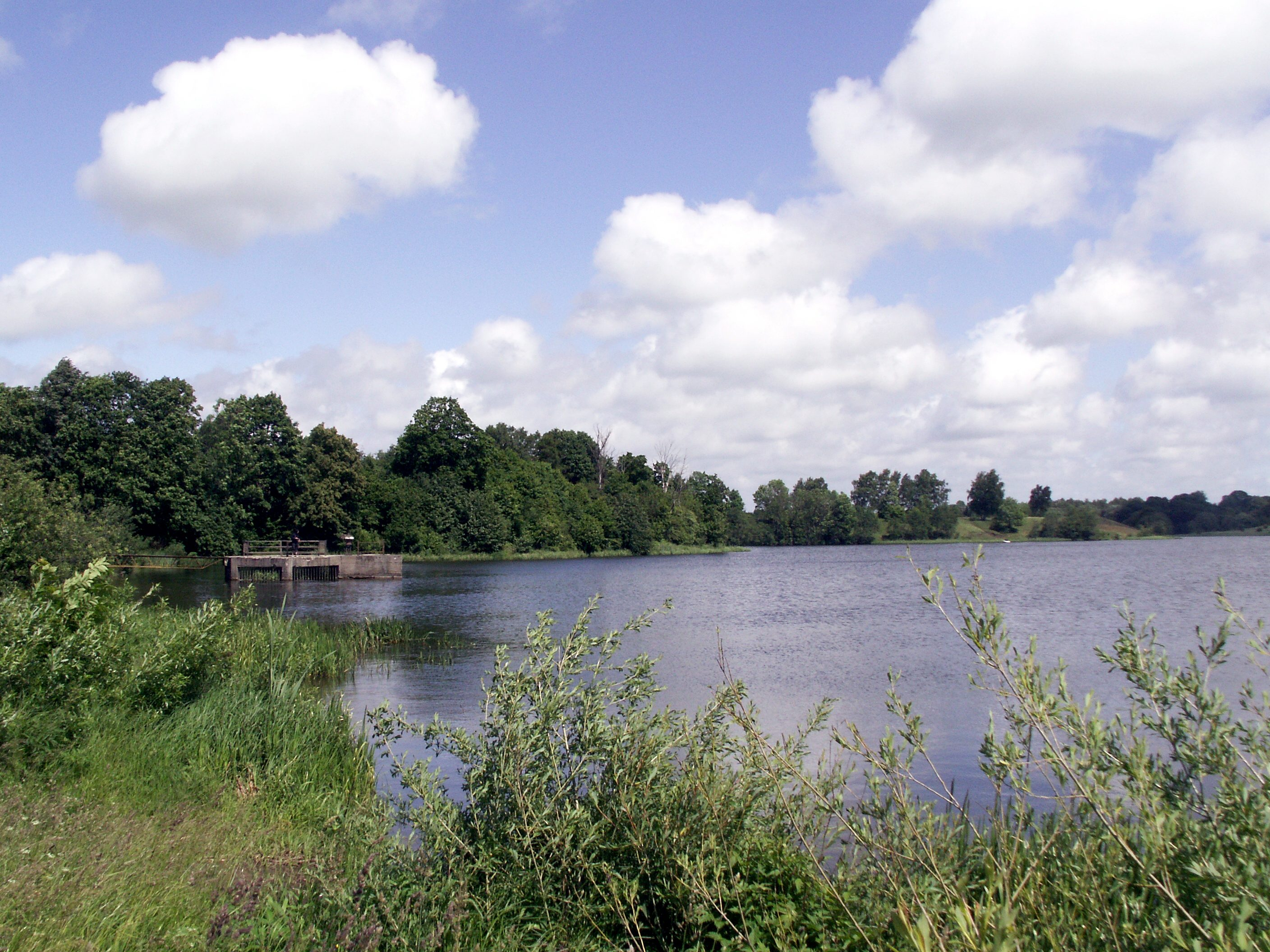
Laukžemių tvenkinys na Eketė od západu
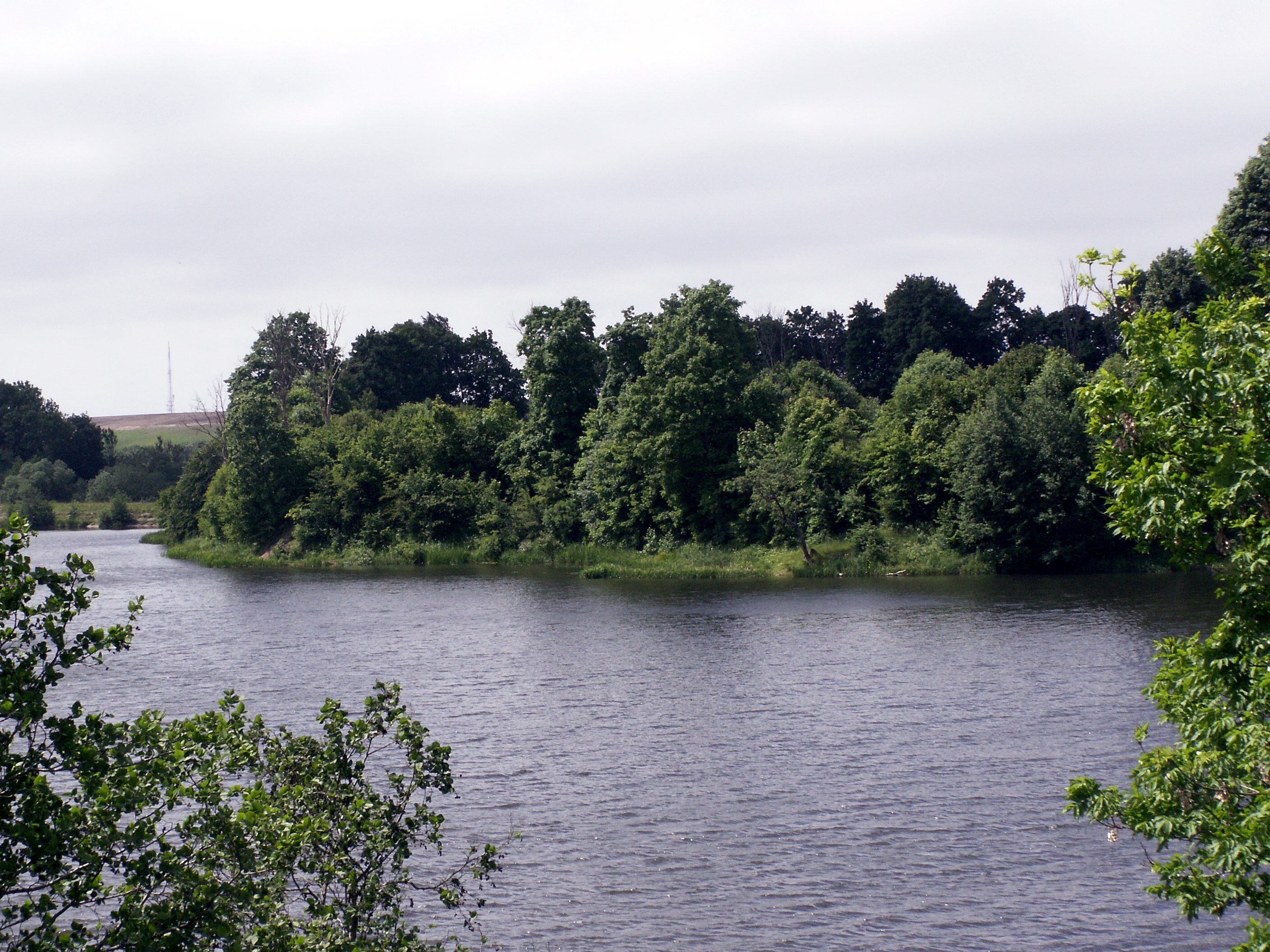
Laukžemių tvenkinys na Eketė z hradiště Eketės piliakalnis, v pozadí Giruliajský vysílač
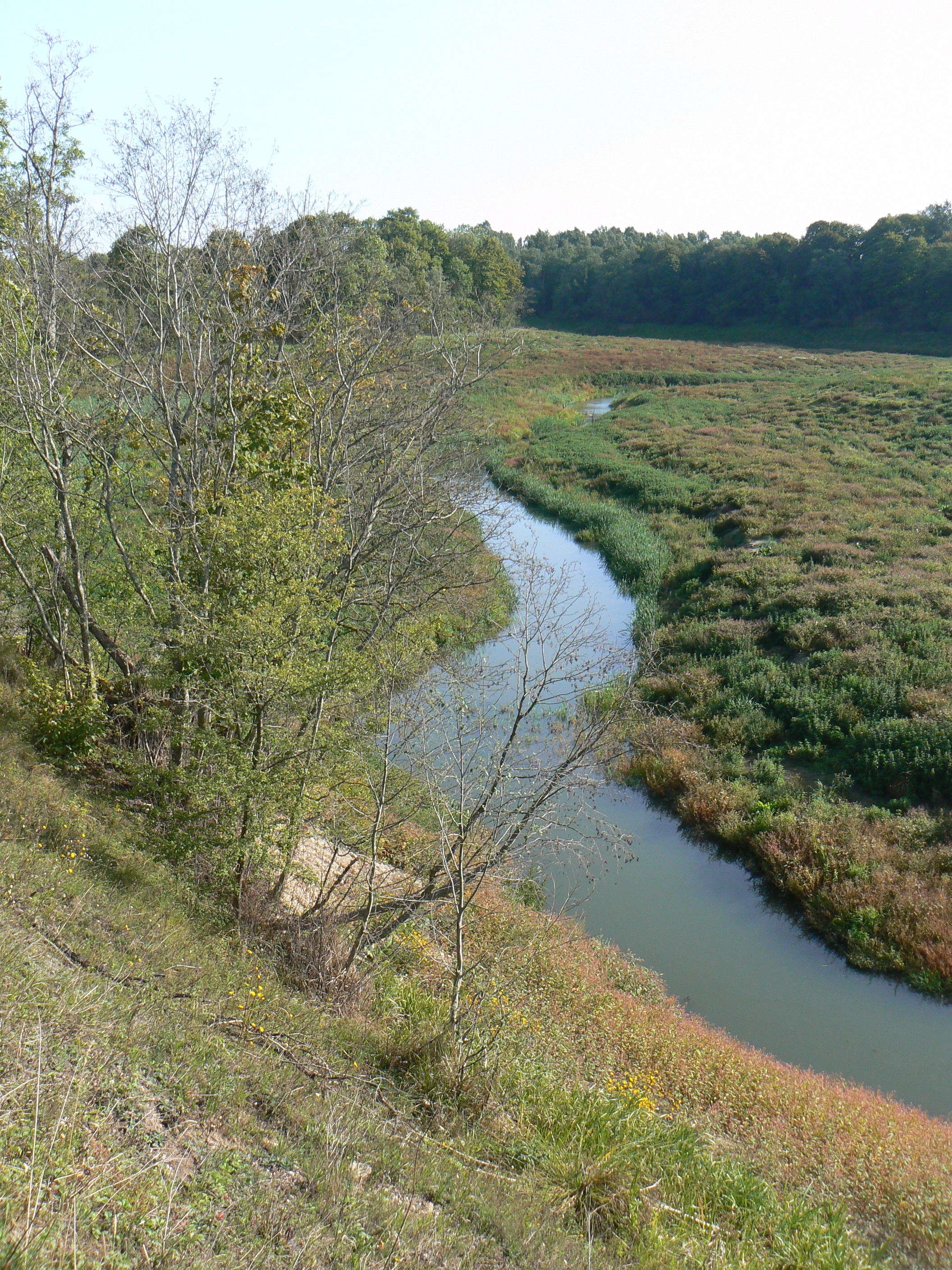
Eketė teče po dně dočasně vypuštěného jezera Laukžemių tvenkinys

## Jazykové souvislosti
V litevštině eketė znamená rybáři vysekaná díra v ledu, určená pro podledové rybaření a také kvůli provzdušnění k zajištění dostatečné koncentrace kyslíku ve vodě.